# Giōrgos Makrīs
Giōrgos Makrīs (in greco: Γιώργος Μακρής; Kavala, 15 novembre 1984) è un ex calciatore greco, di ruolo centrocampista.

## Carriera
Ha giocato oltre 100 partite nella massima serie greca ed ha avuto una breve esperienza a Cipro.
Nel gennaio 2016 firma al Pisa nella terza serie italiana. A fine stagione festeggia la promozione in Serie B con il club toscano. Il 20 gennaio 2017 rescinde il suo contratto con il club.

## Statistiche

### Presenze e reti nei club
Statistiche aggiornate all'8 maggio 2016.
| Stagione         | Squadra          | Campionato       | Campionato | Campionato | Coppe nazionali | Coppe nazionali | Coppe nazionali | Coppe continentali | Coppe continentali | Coppe continentali | Altre coppe | Altre coppe | Altre coppe | Totale | Totale |
| Stagione         | Squadra          | Comp             | Pres       | Reti       | Comp            | Pres            | Reti            | Comp               | Pres               | Reti               | Comp        | Pres        | Reti        | Pres   | Reti   |
| ---------------- | ---------------- | ---------------- | ---------- | ---------- | --------------- | --------------- | --------------- | ------------------ | ------------------ | ------------------ | ----------- | ----------- | ----------- | ------ | ------ |
| 2010-2011        | Kerkyra          | SL               | 27         | 0          | CG              | 4               | 1               | -                  | -                  | -                  | -           | -           | -           | 31     | 1      |
| 2011-gen. 2012   | Atromītos        | SL               | 7          | 0          | CG              | 1               | 0               | -                  | -                  | -                  | -           | -           | -           | 8      | 0      |
| gen.-giu. 2012   | Anorthosis       | AK               | 7+6        | 0          | CC              | 3               | 0               | UEL                | -                  | -                  | -           | -           | -           | 16     | 0      |
| 2012-gen. 2013   | Atromītos        | SL               | 0          | 0          | CG              | 0               | 0               | -                  | -                  | -                  | -           | -           | -           | 0      | 0      |
| Totale Atromitos | Totale Atromitos | Totale Atromitos | 7          | 0          |                 | 1               | 0               |                    | -                  | -                  |             | -           | -           | 8      | 0      |
| gen.-giu. 2013   | OFI Creta        | SL               | 9          | 1          | CG              | -               | -               | -                  | -                  | -                  | -           | -           | -           | 9      | 1      |
| 2013-2014        | OFI Creta        | SL               | 31         | 2          | CG              | 7               | 1               | -                  | -                  | -                  | -           | -           | -           | 38     | 3      |
| 2014-2015        | OFI Creta        | SL               | 26         | 4          | CG              | 4               | 1               | -                  | -                  | -                  | -           | -           | -           | 30     | 5      |
| Totale OFI Creta | Totale OFI Creta | Totale OFI Creta | 66         | 7          |                 | 11              | 2               |                    | -                  | -                  |             | -           | -           | 77     | 9      |
| 2015-gen. 2016   | Iraklis          | SL               | 8          | 1          | CG              | 0               | 0               | -                  | -                  | -                  | -           | -           | -           | 8      | 1      |
| gen.-giu. 2016   | Pisa             | LP               | 10         | 1          | CI+CI-LP        | -               | -               | -                  | -                  | -                  | -           | -           | -           | 10     | 1      |
| Totale carriera  | Totale carriera  | Totale carriera  | 125+6      | 9          |                 | 19              | 3               |                    | -                  | -                  |             | -           | -           | 150    | 12     |